# Der undankbare Sohn (Bechstein)
Der undankbare Sohn ist ein Märchen (AaTh 980 D). Es steht in Ludwig Bechsteins Neues deutsches Märchenbuch an Stelle 9 und stammt aus Johann Wilhelm Wolfs Deutsche Märchen und Sagen von 1845 (Nr. 35: Die Schlange am Halse).

## Inhalt
Der Sohn heiratet, lässt die Mutter ihm Haus und Hof übertragen und wird hart und geizig zu ihr. Als sie einmal zum Essen dazukommt, lässt er den Braten im Ofen verstecken und fertigt sie unbarmherzig ab. Als man das Huhn wieder holen will, ist es eine ekelhafte Schlange, die sich um des Sohnes Hals schlingt. Sie geht nie mehr weg, alle verlassen ihn. Nur seine Mutter hilft ihm und kann ihn schließlich auch von der Schlange befreien.

## Herkunft
Bechstein nennt die Quelle bei Wolf, den Schluss habe er verbessert. Wolf erzählt kürzer, doch schon sein Erzähler bemerkt: „Ja, man soll sich aber nicht eher austhun, bis man schlafen geht“, der Sohn sagt: „Und wenn der Teufel auf dem Teller liegt, dann hol ich ihn.“ Der Schluss fehlt.
Wie Grimms Der undankbare Sohn bringt Bechstein hier einen Predigtstoff, der seit Caesarius von Heisterbachs Dialogus miraculorum immer wieder aufgegriffen wurde.
Thematisch ähnlich sind Bechsteins Sonnenkringel, Das Hellerlein, Der schwarze Graf, Die schlimme Nachtwache. Schlangen begegnen auch gutartig, siehe Schlange Hausfreund.